# Sonata para violonchelo (Rajmáninov)

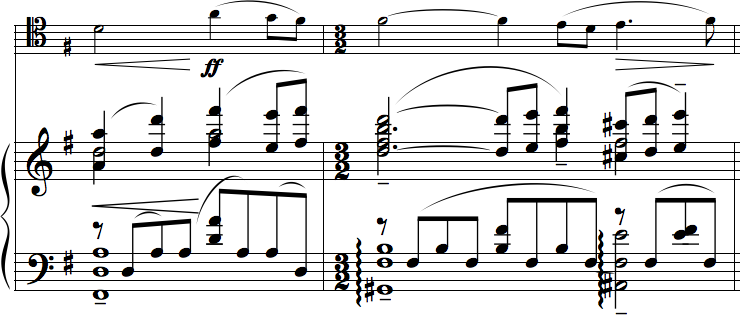
Algunos compases del cuarto movimiento.

La sonata para violonchelo en sol menor, op. 19 de Sergéi Rajmáninov es una sonata para piano y violonchelo, compuesta en 1901 y publicada un año después. Está escrita en cuatro movimientos, algo usual en las sonatas del período romántico. A Rajmáninov no le gustaba llamarla sonata para chelo, dado que opinaba que ambos instrumentos eran igualmente importantes. Por ello, a veces es llamada Sonata en sol menor para violonchelo y piano. Muchos de los temas son introducidos por el violonchelo y luego adornados y expandidos por el piano.
La sonata fue eclipsada por el tremendo éxito del Concierto para piano n.º 2, que se estrenó el 24 de noviembre de 1901. La pieza está dedicada a Anatoliy Brandukov, quien junto al compositor la interpretó por primera vez en Moscú el 2 de diciembre de 1901.

## Composición
1. Lento – Allegro moderato
2. Allegro scherzando
3. Andante
4. Allegro mosso

La pieza dura aproximadamente 30 minutos.